# عزلة المنار (إب)

تعديل مصدري - تعديل

عزلة المنار هي إحدى عزل مديرية بعدان في محافظة إب اليمنية ويبلغ تعداد سكانها 11369 نسمة حسب التعداد السكاني في اليمن لعام 2004.

## روابط خارجية
- الجهاز المركزي للإحصاء بالجمهورية اليمنية
- المركز الوطني للمعلومات باليمن
- الدليل الشامل